# Pitosporàcies
Pittosporaceae és una família de plantes amb flors que inclou arbres, arbusts i plantes enfiladisses en 11 gèneres i unes 200 espècies. El seu hàbitat abasta des de les regions tropicals a les temperades d'Àfrica. Euràsia i Australàsia. Són plantes llenyoses de fulles simples i alternes. Les flors generalment són hermafrodites, actinomorfes pentàmeres hipogínies. El fruit és en càpsula o baia en algunes espècies és comestible. Algunes espècies són cultivades com a plantes ornamentals.